# 全昌復
全 昌復（チョン・チャンボク、朝鮮語: 전창복）は、朝鮮民主主義人民共和国の軍人、政治家。人民武力部第1副部長、朝鮮労働党中央委員会委員、朝鮮人民軍後方総局総局長などを歴任。朝鮮人民軍における軍事称号（階級）は上将。

## 経歴
出生地や生年月日は不明。1998年に少将に昇進し、2003年に最高人民会議第11期代議員に選出された。2006年に中将、2010年4月14日に上将に昇進した。2010年9月28日に開催された朝鮮労働党第3回党代表者会で、朝鮮労働党中央委員会委員に選出された。2011年に朝鮮人民軍後方総局総局長に就任し、8月26日に軍事訪問団を率いて中国を訪問。梁光烈国防部部長、廖錫竜人民解放軍総後勤部長と会談した。同年11月17日に、答礼訪問のため訪朝した李継耐人民解放軍総政治部主任の会談に現れず、後方総局長を解任されていたことが分かった。この背景には、後方総局が担当した平壌直轄市のマンション建設事業の遅延が問題となり、解任されたという。2012年4月に人民武力部副部長に就任し、金正恩第一書記に随行することが多くなる。2013年5月には玄哲海の後任として、人民武力部第1副部長に就任した。同年11月に解任された。

## 参考サイト
북한정보포털
| 先代 玄哲海 | 朝鮮人民軍後方総局総局長2011年 - 2012年 2013年 | 次代玄哲海 徐洪燦 |

| 先代玄哲海 | 人民武力部第1副部長2013年 | 次代徐洪燦 |